# Benjamin Best
Benjamin Best (* 1976 in Berlin) ist ein deutscher Journalist, Filmregisseur und Buchautor. Er gilt als Experte zum Thema Wettbetrug im Sport.

## Leben und Arbeit
Benjamin Best, der deutsch-amerikanische Wurzeln hat, machte 1996 am Dreilinden-Gymnasium in Berlin-Nikolassee das Abitur. Er studierte bis 2003 an der Humboldt-Universität zu Berlin Jura, Englisch und Sportwissenschaft. Anschließend studierte er an der Deutschen Sporthochschule Köln Sportpublizistik. Seit 2005 arbeitet er überwiegend für den WDR als Freier Journalist. Seit 2007 beschäftigt er sich mit Wettmanipulation im Sport, vorwiegend im Fußball und Tennis. Dazu liefen mehrere Beiträge von ihm in der Sportschau und der WDR-Sendung Sport Inside. Über den Fußball-Wettskandal 2009 recherchierte er für mehrere öffentlich-rechtliche Sender und die Financial Times Deutschland.
Im Jahr 2010 produzierte WDR5 sein Radio-Feature Tor, Sieg, Betrug – Wettmanipulation im Sport, für das er als „CNN Journalist of the Year“ 2011 ausgezeichnet wurde.
2012 strahlte der WDR in der Reihe die story die Reportage Pharma-Sklaven aus, einen Film von Rebecca Gudisch und Benjamin Best. Mit der Reportage waren die beiden Autoren für den Deutschen Menschenrechts-Filmpreis 2012 nominiert. 2013 erschien sein Sachbuch Der gekaufte Fussball – Manipulierte Spiele und betrogene Fans.
Best führte Regie und produzierte mit seinem eigenen Unternehmen den Kinodokumentarfilm Dirty Games – Das Geschäft mit dem Sport.
Eurosport verpflichtete Benjamin Best als Experten für Sportpolitik und Doping im Rahmen der Berichterstattung des Senders über die Olympischen Winterspiele in Pyeongchang 2018.
Best gehört zum ständigen Autorenstamm der Fernsehsendung WDR Sport inside. 2019 wurde dort die Reportage Gefangen in Katar gesendet, welche die problematischen Arbeits- und Lebenssituation der Gastarbeiter in Katar zum Thema hatte, die auf Baustellen für die Fußball-Weltmeisterschaft 2022 in Katar beschäftigt waren. Für diese Recherche wurde er vom Medium Magazin zum Sportjournalisten des Jahres 2019 ernannt. 2020 wurde Best zusammen mit der aserbaidschanischen Journalistin Xədicə İsmayılova von der Medienstiftung der Sparkasse Leipzig mit dem Preis für die Freiheit und Zukunft der Medien ausgezeichnet.
Benjamin Best ist Mitglied der Deutschen Akademie für Fußball-Kultur.

## Preise und Auszeichnungen
- 2011 CNN Journalist of the Year[18]
- 2012 Recherchestipendium von investigate! e. V. mit Rebecca Gudisch[19]
- 2012 Nominierung Deutscher Menschenrechts-Filmpreis mit Rebecca Gudisch für die WDR-Reportage „Pharma-Sklaven“[20]
- 2013 Sportjournalist des Jahres (3. Platz), Medium Magazin[21]
- 2016 Beste Regie für den Dokumentarfilm Dirty Games beim International Filmmaker Festival of World Cinema London 2016[22]
- 2016 Bester Dokumentarfilm Dirty Games beim Snowdance Film Festival[23]
- 2016 Bester Dokumentarfilm beim Stardoc Documentary Film Festival[24]
- 2016 Silber World Medal, New York Festivals[25]
- 2016 Beste Regie für den Dokumentarfilm Dirty Games und bester ausländischer Film bei den Hollywood International Independent Documentary Awards[26]
- 2016 Guirlande D’Honneur, Internationales Sportfilmfestival Mailand[27]
- 2019 Beste Kurz-Dokumentation Gefangen in Katar (englischer Titel: Trapped in Qatar) Los Angeles Independent Film Festival Awards[28]
- 2019 Guirlande D’Honneur Gefangen in Katar, Internationales Sportfilmfestival Mailand.[29]
- 2019 Georg von Holtzbrinck Preis für Wirtschaftspublizistik[30]
- 2019 Sportjournalist des Jahres (1. Platz), Medium Magazin[31]
- 2020 Silber World Medal, New York Festivals[32]
- 2020 Preis für die Freiheit und Zukunft der Medien[33]
- 2022 Sportjournalist des Jahres (3. Platz), Medium Magazin[34]

## Bücher
- Der gekaufte Fußball – Manipulierte Spiele und betrogene Fans. Hamburg: Murmann Verlag, 2013. ISBN 978-3-86774-266-5
- Verbrechen am Fußball – Meine Ermittlungen gegen den organisierten Wettbetrug. Hamburg: Koehlers Verlagsgesellschaft, 2020. ISBN 978-3-78221-360-8